# جام اینترکلوب
جام اینترکلوب یک مسابقه بین‌المللی فوتبال سالانه بود که در منطقه اونکاف (آمریکای مرکزی) برگزار می‌شد. این مسابقات برای تیم‌های باشگاهی پیشرو داخلی منطقه آزاد بود. برندگان هر لیگ ملی به طور خودکار واجد شرایط می‌شدند. همچنین مکان‌های مقدماتی برای جام قهرمانان کونکاکاف را فراهم کرد که ۳ تیم برتر به آن صعود می‌کنند. از سال ۲۰۰۸، همه کشورهای آمریکای مرکزی دارای ۱ یا ۲ تیم هستند که هر کدام در لیگ قهرمانان کونکاکاف شرکت می‌کنند، بنابراین این مسابقات متوقف شد.
این مسابقات از سال ۱۹۷۱ تا ۱۹۸۳ به عنوان جام فراترنیداد شناخته می‌شد. بین سال‌های ۱۹۸۳ و ۱۹۹۶ متوقف شد، زمانی که به عنوان مسابقات بزرگ آمریکای مرکزی احیا شد. در سال ۱۹۹۸، این مسابقات به جام اینترکلوب تغییر نام داد. بین سال ۱۹۹۸ و آخرین نسخه در سال ۲۰۰۷، این تورنمنت به صورت سالانه برگزار شد.
در سال ۲۰۱۶، یک تورنمنت جدید بانوان معرفی شد.

## نتایج
| فصل                        | قهرمان         | نایب قهرمان    | سومی                      | چهارمی                    |
| جام فراترنیداد             | جام فراترنیداد | جام فراترنیداد | جام فراترنیداد            | جام فراترنیداد            |
| -------------------------- | -------------- | -------------- | ------------------------- | ------------------------- |
| ۱۹۷۱                       | کامیونیکیشنس   | ساپریسا        | هردیانو                   | اتلتیکو مارته             |
| ۱۹۷۲                       | ساپریسا        | آئورورا        | هردیانو و یونیورسیداد     | هردیانو و یونیورسیداد     |
| ۱۹۷۳                       | ساپریسا        | آگویلا         | آلاخولنسه                 | کامیونیکیشنس              |
| ۱۹۷۴                       | مونیسیپال      | ساپریسا        | آگویلا                    | آئورورا                   |
| ۱۹۷۵                       | پلاتینزه       | آئورورا        | هردیانو                   | ساپریسا                   |
| ۱۹۷۶                       | آئورورا        | کامیونیکیشنس   | ساپریسا                   | آگویلا                    |
| ۱۹۷۷                       | مونیسیپال      | کامیونیکیشنس   | آگویلا                    | دپورتیوو مکزیکو           |
| ۱۹۷۸                       | ساپریسا        | کارتاگینیس     | کامیونیکیشنس              |                           |
| ۱۹۷۹                       | آئورورا        | رئال اسپانیا   | اتلتیکو مارته و مونیسیپال | اتلتیکو مارته و مونیسیپال |
| ۱۹۸۰                       | برونکوس        | آلیانسا        | فاس                       |                           |
| ۱۹۸۱                       | رئال اسپانیا   | المپیا         | ماراتن                    |                           |
| ۱۹۸۲                       | رئال اسپانیا   | شلاهو          |                           |                           |
| ۱۹۸۳                       | کامیونیکیشنس   | آئورورا        | آگویلا                    |                           |
| ۱۹۸۴                       | ناتمام         | ناتمام         | ناتمام                    | ناتمام                    |
| مسابقات بزرگ آمریکای مرکزی |                |                |                           |                           |
| ۱۹۹۶                       | آلاخولنسه      | ساپریسا        | کامیونیکیشنس              | مونیسیپال                 |
| ۱۹۹۷                       | آلیانسا        | ساپریسا        | آلاخولنسه و مونیسیپال     | آلاخولنسه و مونیسیپال     |
| ۱۹۹۸                       | ساپریسا        | مونیسیپال      | رئال اسپانیا و المپیا     | رئال اسپانیا و المپیا     |
| جام اینترکلوب              |                |                |                           |                           |
| ۱۹۹۹                       | المپیا         | آلاخولنسه      | ساپریسا                   | کامیونیکیشنس              |
| ۲۰۰۰                       | المپیا         | آلاخولنسه      | رئال اسپانیا              | مونیسیپال                 |
| ۲۰۰۱                       | مونیسیپال      | ساپریسا        | المپیا                    | کامیونیکیشنس              |
| ۲۰۰۲                       | آلاخولنسه      | عربه یونیدو    | موتاگوا                   | کامیونیکیشنس              |
| ۲۰۰۳                       | ساپریسا        | کامیونیکیشنس   | آلاخولنسه                 | مونیسیپال                 |
| ۲۰۰۴                       | مونیسیپال      | ساپریسا        | المپیا                    | فاس                       |
| ۲۰۰۵                       | آلاخولنسه      | المپیا         | ساپریسا                   | پرز زلدون                 |
| ۲۰۰۶                       | آلاخولنسه      | المپیا         | مارکوئنزه                 | ویکتوریا                  |
| ۲۰۰۷                       | موتاگوا        | ساپریسا        | مونیسیپال                 | آلاخولنسه                 |

### باشگاهی
| باشگاه       | قهرمانی | نایب قهرمانی | سال قهرمانی                  | سال نایب قهرمانی                         |
| ------------ | ------- | ------------ | ---------------------------- | ---------------------------------------- |
| ساپریسا      | ۵       | ۷            | ۱۹۷۲، ۱۹۷۳، ۱۹۷۸، ۱۹۹۸، ۲۰۰۳ | ۱۹۷۱، ۱۹۷۴، ۱۹۹۶، ۱۹۹۷، ۲۰۰۱، ۲۰۰۴، ۲۰۰۷ |
| مونیسیپال    | ۴       | ۱            | ۱۹۷۴، ۱۹۷۷، ۲۰۰۱، ۲۰۰۴       | ۱۹۹۸                                     |
| آلاخولنسه    | ۳       | ۲            | ۱۹۹۶، ۲۰۰۲، ۲۰۰۵             | ۱۹۹۹، ۲۰۰۰                               |
| آئورورا      | ۲       | ۳            | ۱۹۷۶، ۱۹۷۹                   | ۱۹۷۲، ۱۹۷۵، ۱۹۸۳                         |
| کامیونیکیشنس | ۲       | ۳            | ۱۹۷۱، ۱۹۸۳                   | ۱۹۷۶، ۱۹۷۷، ۲۰۰۳                         |
| المپیا       | ۲       | ۳            | ۱۹۹۹، ۲۰۰۰                   | ۱۹۸۱، ۲۰۰۵، ۲۰۰۶                         |
| رئال اسپانیا | ۲       | ۱            | ۱۹۸۱، ۱۹۸۲                   | ۱۹۷۹                                     |
| آلیانسا      | ۱       | ۱            | ۱۹۹۷                         | ۱۹۸۰                                     |
| پلاتینزه     | ۱       | ۰            | ۱۹۷۵                         | —                                        |
| برونکوس      | ۱       | ۰            | ۱۹۸۰                         | —                                        |
| پونتارناس    | ۱       | ۰            | ۲۰۰۶                         | —                                        |
| موتاگوا      | ۱       | ۰            | ۲۰۰۷                         | —                                        |
| آگویلا       | ۰       | ۱            | —                            | ۱۹۷۳                                     |
| کارتاگینیس   | ۰       | ۱            | —                            | ۱۹۷۸                                     |
| شلاهو        | ۰       | ۱            | —                            | ۱۹۸۲                                     |
| عربه یونیدو  | ۰       | ۱            | —                            | ۲۰۰۲                                     |

### کشوری
| کشور       | قهرمانی | نایب قهرمانی |
| ---------- | ------- | ------------ |
| کاستاریکا  | ۹       | ۱۰           |
| گواتمالا   | ۸       | ۸            |
| هندوراس    | ۶       | ۴            |
| السالوادور | ۲       | ۲            |
| پاناما     | ۰       | ۱            |